# Закс, Эрнст (генерал)
Эрнст Закс (нем. Ernst Sachs, 24 декабря 1880, Берлин — 23 августа 1956, Бад-Вильдбад) — один из высших офицеров СС, обергруппенфюрер СС и генерал войск СС (21 июня 1943), генерал-лейтенант (1 октября 1935).

## Биография
После окончания школы поступил на службу в 1-й Железнодорожный полк германской армии, 10 марта 1900 года получил звание фанен-юнкер. Участник Первой мировой войны, за боевые заслуги был награждён Железным крестом 1-го и 2-го класса. После войны служил в рейхсвере, занимал штабные должности. С 1 декабря 1926 по 1 мая 1929 года командир 1-го батальона связи. С 1 ноября 1930 года командир курсов связи (секция D) в артиллерийской школе Ютеборга. С 1 октября 1934 года командир армейской школы связи в Галле.
С 1 ноября 1936 года инспектор частей связи при рейхсфюрере СС. 9 ноября 1936 года был принят в СС (билет № 278 781), получил звание бригадефюрера СС и был переведён на службу в Главное управление СС, где возглавил 11-е управление (связь). 1 мая 1937 года вступил в НСДАП (билет № 4 167 008). Министром пропаганды Йозефом Геббельсом 15 мая 1940 года назначен президентом немецкого общества передающих радиолюбителей (DASD).
1 ноября 1940 года назначен шефом Службы связи СС и оставался им до конца войны. В 1943 году был снят с военного учёта в вермахте. 9 ноября 1944 года зачислен в Штаб рейхсфюрера СС. Умер 23 августа 1956 года в Бад-Вильдбаде от сердечного приступа.

## Награды
- Железный крест (1914) 2-го и 1-го класса (Королевство Пруссия)
- Крест «За выслугу лет»[нем.] (за 25 лет беспорочной службы) (Королевство Пруссия)
- Орден «За военные заслуги» 4-го класса с мечами (Королевство Бавария)
- Орден Короны 4-го класса (Королевство Пруссия)
- Орден Альбрехта рыцарский крест 2-го класса с мечами (Королевство Саксония)
- Орден Саксен-Эрнестинского дома рыцарский крест 1-го класса с мечами
- Крест «За военные заслуги» (Княжество Липпе)
- Крест «За военные заслуги» 3-го класса с военными украшениями (Австро-Венгрия)
- Железный полумесяц (Османская империя)
- Орден «За военные заслуги» рыцарский крест (Царство Болгария)
- Почётный крест Первой мировой войны 1914/1918 с мечами
- Медаль «За выслугу лет в вермахте» 1-го класса (25 лет)
- Медаль «В память 13 марта 1938 года»
- Медаль «В память 1 октября 1938 года»
- Крест военных заслуг 2-го и 1-го класса с мечами
- Кольцо «Мёртвая голова»
- Почётная шпага рейхсфюрера СС